# Eurycrates van Sparta
Eurycrates (Grieks: Εὐρυκράτης) was een koning van Sparta, de elfde uit het huis van de Agiaden. Hij regeerde van 665 tot 640 v. Chr. Hij was de opvolger van zijn vader Polydorus en werd zelf opgevolgd door zijn zoon Anaxander. Over zijn regeerperiode is weinig bekend, enkel dat  hij op het einde van zijn leven geconfronteerd werd met de Tweede Messenische Oorlog, die door zijn zoon Anaxander zou worden gewonnen. 